# ناگاهاتنا
ناگاهاتنا (به لاتین: Nagahatenna) یک منطقهٔ مسکونی در سری‌لانکا است که در استان مرکزی (سری‌لانکا) واقع شده‌است.